# کایا سلطان
کایا سلطان، دختر سوم سلطان مراد و عایشه سلطان بود که در سال ۱۶۳۳ در استانبول به دنیا آمد. او نوه احمد یکم و کوسم سلطان و هم‌چنین برادرزاده ابراهیم یکم و عموزاده محمد چهارم بود.
او با ملک احمد پاشا، ازدواج کرد و پس از زایمان در سن ۲۶ سالگی درگذشت.

## زندگی
کایا سلطان در زمان مرگ پدرش ۷ ساله بود ولی او بعد از مرگ پدرش به ادرنه نرفت و تحت نظارت مادربزرگ خود کوسم سلطان بزرگ شد و آموزش دید. کایا سلطان در سال ۱۶۴۴ در سن ۱۱ سالگی به فرمان مادربزرگش کوسم سلطان با ملک احمد پاشا ازدواج کرد اما علاقه‌ای به همسر خود نداشت و زندگی آن‌ها به مدت ۶ سال تا سال ۱۶۵۰ به دور از یکدیگر سپری می‌شد و اولیا چلبی در کتابش از رویارویی با کایا سلطان اطلاع می‌دهد که همواره به دور از همسرش در کاخ توپ‌قاپی در نزد مادر بزرگش زندگی می‌کند.
در سال ۱۶۵۰ ملک احمد پاشا وزیر اعظم شد و کایا سلطان به فرمان کوسم سلطان به نزد پاشا رفت و زندگی مشترک آن‌ها آغاز شد و عشقی عمیق میان آن دو شکل گرفت که ثمره آن دو دختر بود اما کایا سلطان در زایمان دوم خود به دلیل زایمان سخت و پارگی رحم در سال ۱۶۵۹ در سن ۲۶ سالگی در استانبول از دنیا رفت و در مسجد ایاصوفیه در کنار عمویش ابراهیم یکم دفن گردید. کایا سلطان نقش مهمی در زندگی سیاسی ملک احمد پاشا ایفا می کرد و در بسیاری از موارد به او کمک می کرد. اولیا چلبی روایت کرده که در میان پرنسس ها و همسرهایشان هیچکدام مانند کایا سلطان و همسرش ملک احمد پاشا مؤثر و تأثیر گذار نبوده اند. گفته شده ملک احمد پاشا پس از مرگ کایا سلطان خود را بر تابوت او انداخته و شدیدا گریه کرده است. پس از مرگ او ملک احمد پاشا سه سال بعد با فاطمه سلطان عمه کایا ازدواج کرد اما این ازدواج چند ماه بعد منجر به طلاق شد.